# Legionella moravica
Espèce
Legionella moravica est une espèce de bactéries gram-négatives de la famille des Legionellaceae.

## Historique
La souche type de cette espèce a été isolée à partir de prélèvement provenant de tours aéro-refroissantes de Tchécoslovaquie. Elle est décrite en même temps que l'espèce Legionella brunensis, elle-aussi isolée en Tchécoslovaquie.

## Description
Les bactéries de l'espèce Legionella moravica sont des bacilles gram-négatifs dont la croissance est possible sur milieu BCYE supplémenté en L-cystéine

## Taxonomie
Le nom correct complet (avec auteur) de ce taxon est Legionella moravica Wilkinson et al. 1989.
La souche type de cette espèce est la souche 316-6 déposée à l'ATCC sous le numéro ATCC 43877. 

### Étymologie
Le nom de cette bactérie vient du pays où la souche type de cette espèce L. moravica a été isolée et son étymologie est la suivante : 'mo.ra.vi.ca. N.L. fem. adj. moravica, appartenant à la Moravie, en Tchécoslovaquie  (à l'époque de la description).